# Montaldo Torinese
Montaldo Torinese is een gemeente in de Italiaanse provincie Turijn (regio Piëmont) en telt 642 inwoners (31-12-2004). De oppervlakte bedraagt 4,7 km², de bevolkingsdichtheid is 137 inwoners per km².

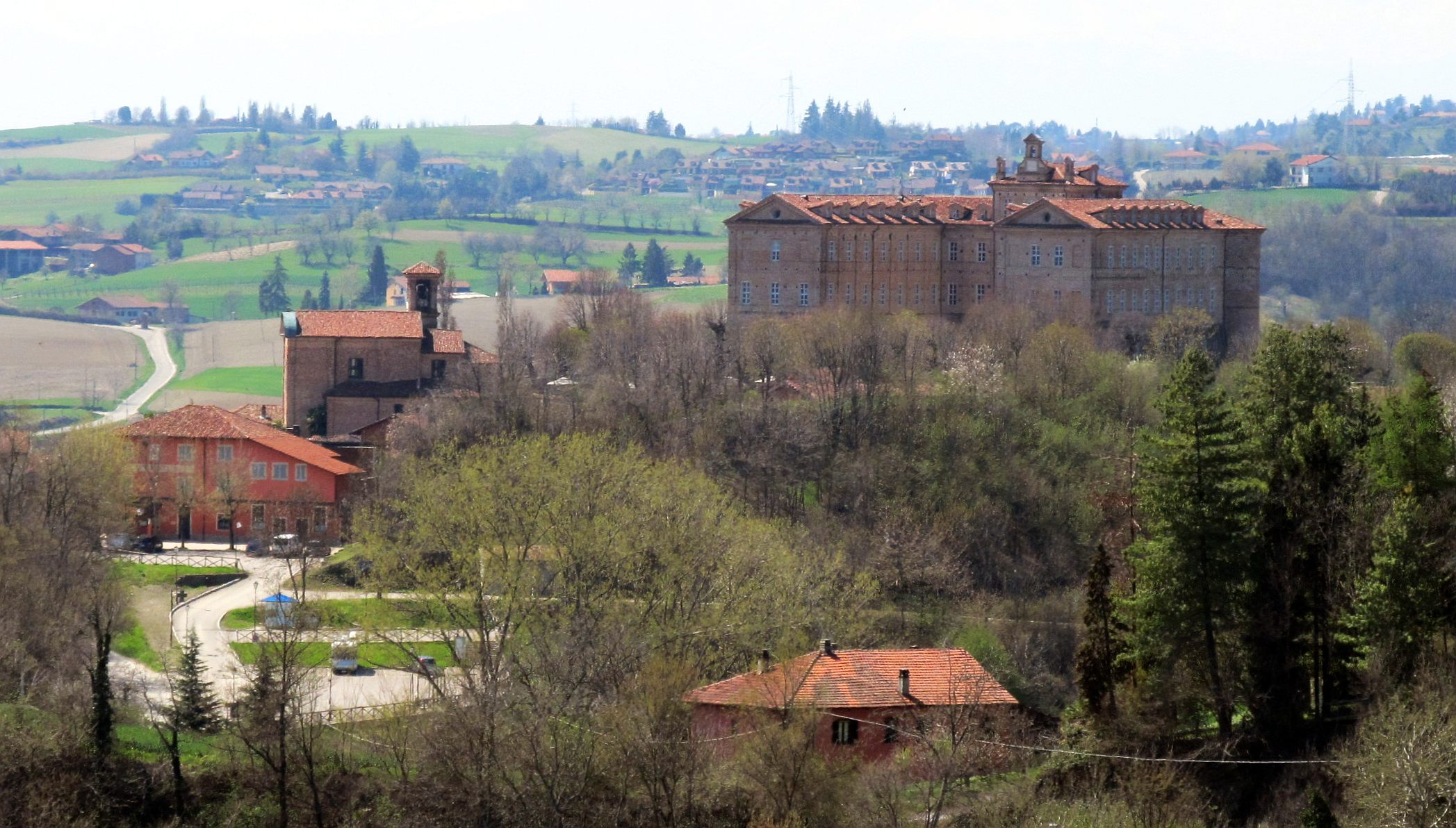
Montaldo Torinese
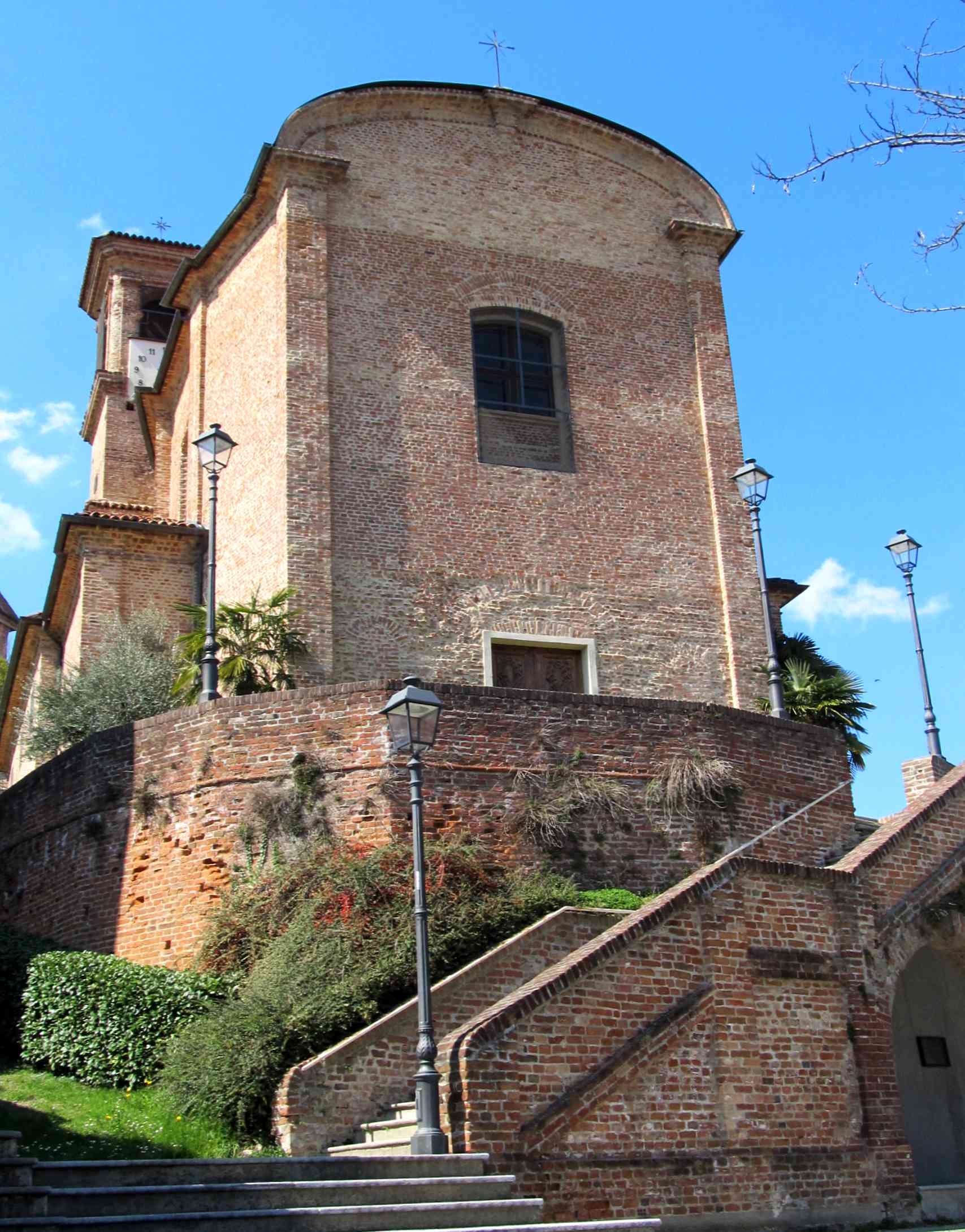
Parochiekerk van Montaldo Torinese
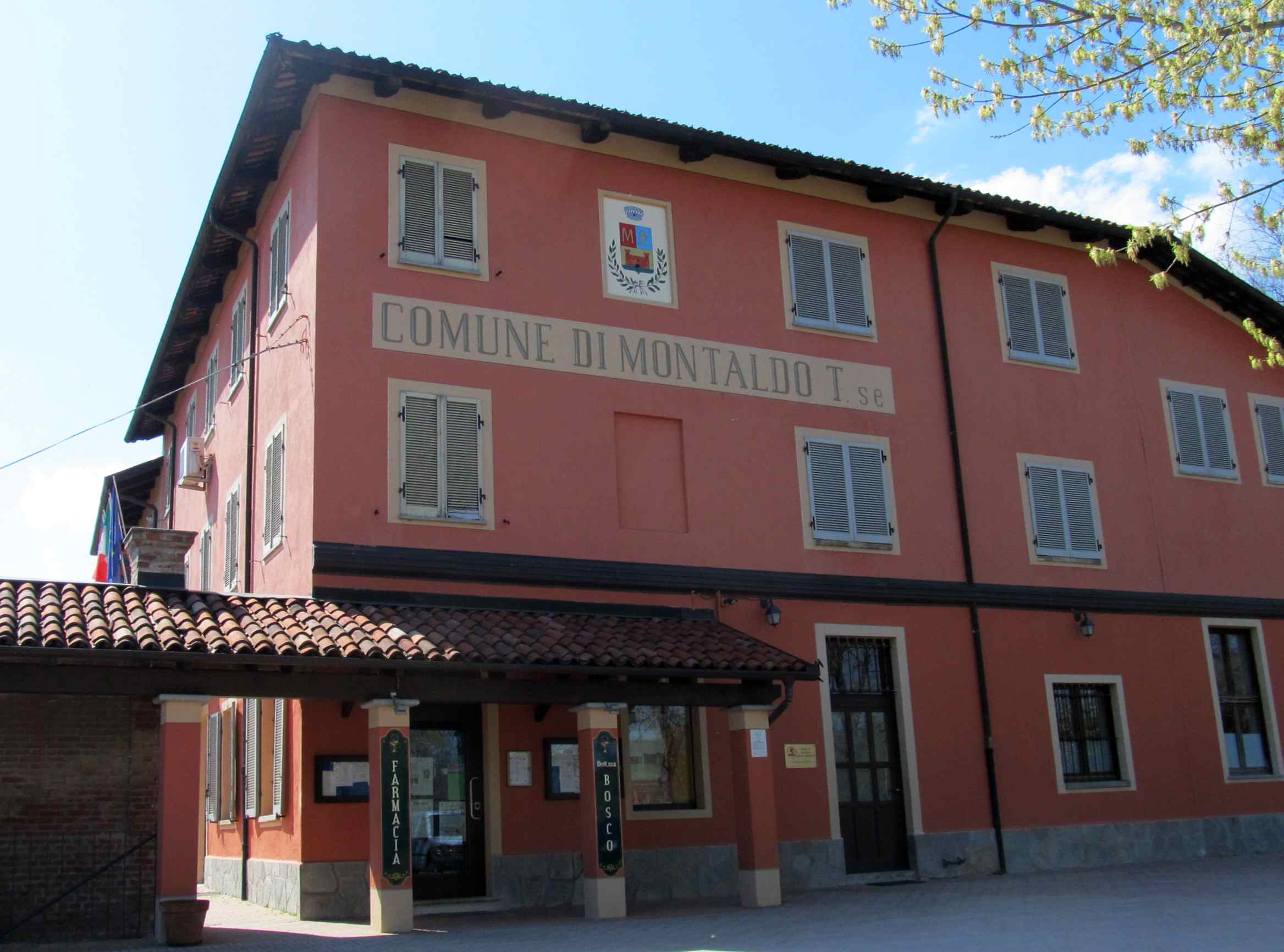
Gemeentehuis

## Demografie
Montaldo Torinese telt ongeveer 273 huishoudens. Het aantal inwoners steeg in de periode 1991-2001 met 19,2% volgens cijfers uit de tienjaarlijkse volkstellingen van ISTAT.
| Jaar | Inwoneraantal |
| ---- | ------------- |
| 1991 | 494           |
| 2001 | 589           |

## Geografie
Montaldo Torinese grenst aan de volgende gemeenten: Gassino Torinese, Sciolze, Marentino, Pavarolo, Chieri, Andezeno.
1. ↑  https://demo.istat.it/?l=it.